# Renascimento na Alemanha

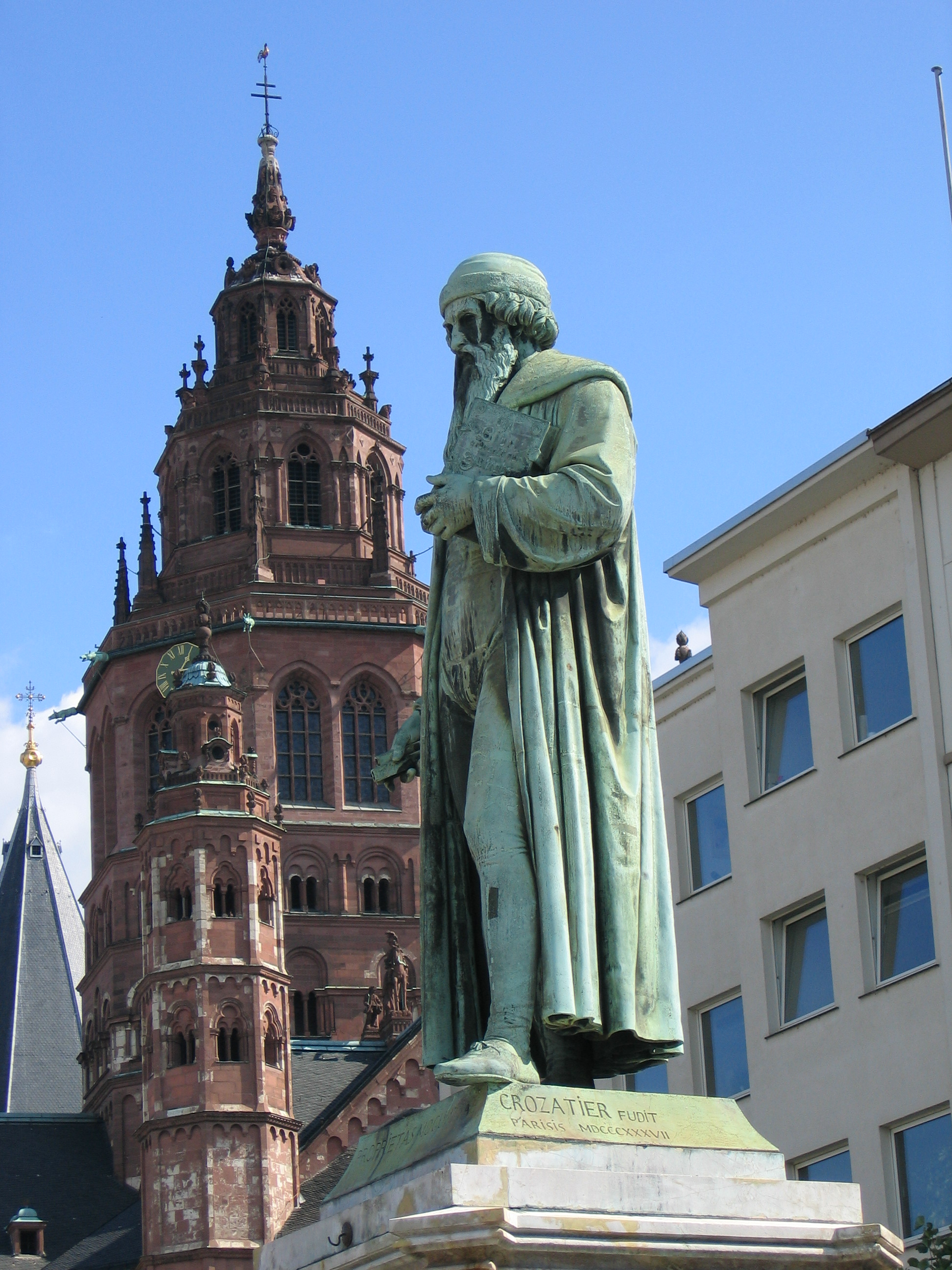
Estátua Gutenberg na Praça Gutenberg na cidade de Mainz, em sua Memoria.

O Renascimento alemão foi um movimento cultural e artístico que se espalhou entre os pensadores alemães nos séculos XV e XVI. Pertencente a parte do renascimento do norte, desenvolveu-se a partir do Renascimento italiano. Muitas áreas das artes e das ciências foram influenciadas, principalmente pela propagação do humanismo renascentista aos vários estados e principados alemães. Houve muitos avanços feitos nas áreas de arquitetura, as artes e as ciências. A Alemanha produziu dois desenvolvimentos que estavam a dominar o século 16 em toda a Europa: a impressão de Johannes Gutenberg e a reforma protestante de Martinho Lutero.
Konrad Celtis (1459-1508) foi um dos mais importantes humanistas da Alemanha. Celtis estudou na Colônia de Heidelberg, e mais tarde viajou por toda a Itália recolhendo manuscritos latinos e gregos. Fortemente influenciado por Tácito, ele usou a sua obra intitulada "Germânia" para introduzir a geografia e história alemã. Eventualmente, ele dedicou seu tempo à poesia, em que ele elogiou a Alemanha em latim. Outra figura importante foi Johann Reuchlin (1455-1522), que estudou em vários lugares da Itália e mais tarde ensinou grego. Ele estudou a língua hebraica, com o objetivo de purificar o cristianismo, mas encontrando resistência por parte da igreja. O artista alemão mais significativo do renascimento alemão é Albrecht Dürer, especialmente conhecido por suas gravuras, desenhos e inúmeros retratos que se espalharam por toda a Europa. Arquitetura importante deste período inclui Landshut, castelo de Heidelberg e da câmara municipal em Augsburg.

## Desenvolvimento

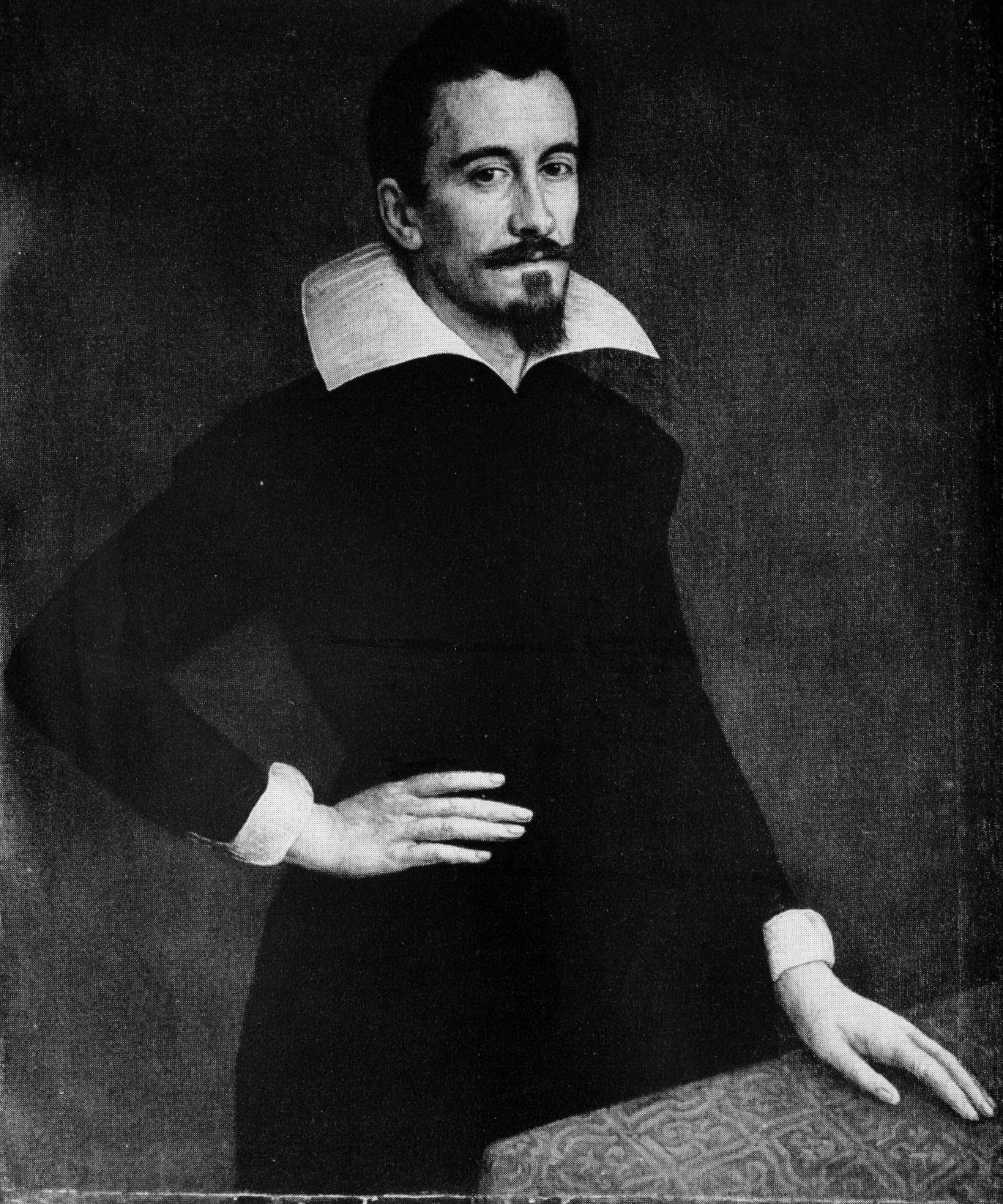
Elias Holl, o principal expoente do renascimento Alemão.

O Renascimento foi em grande parte impulsionada pelo interesse renovado na cultura clássica, e foi também o resultado do rápido desenvolvimento económico. A Alemanha foi no limiar do século XV, fragmentada em várias dezenas de autoridades locais, sem a autoridade imperial, na verdade, foi capaz de impor seu poder unitário, como aconteceu em França ou Inglaterra.
Os vastos territórios de língua alemã foram fragmentados em principados praticamente autónomos, alguns grandes, algumas pequenas, agora governado por um senhor, agora um bispo, que é então adicionado a cidade "livre" imperial.
No início do século XVI, a Alemanha foi um dos países mais prósperos da Europa, apesar de um nível relativamente baixo de urbanização em comparação com a Itália ou a Holanda.

### A arte

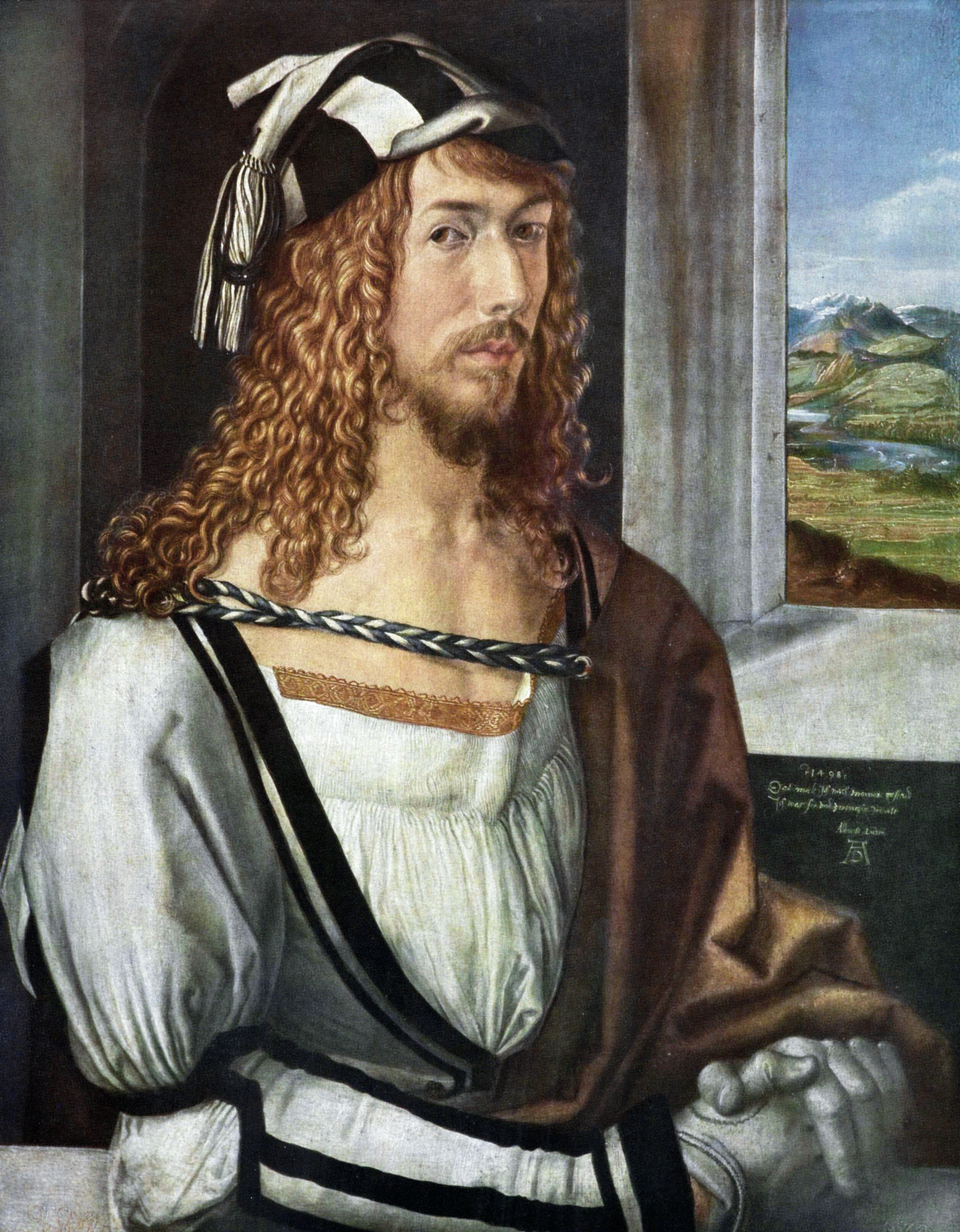
Auto-retrato de Albrecht Dürer, 1498.

Ao longo do século XVI, a arte de " gravação" espalhou-se rapidamente, estabelecendo-se rapidamente como os meios mais eficazes e rápidos para a divulgação de idéias visuais. Um dos primeiros grandes mestres gravadores que tornou-se famoso em toda a Europa, foi Martin Schongauer, seguido logo por o culminar e muito expressivo em suas impressões Albrecht Dürer, um nativo de Nuremberg.
A disseminação fácil e barata de gravações, muitas vezes associadas a obras de ilustrações por meio de impressa, na gravura do século XV que foi praticada principalmente pelos pintores. Já durante o século XVI foi criado a figura do gravador profissional, dedicado exclusivamente à expressão na imprensa.

### Nuremberg a Idade de Ouro

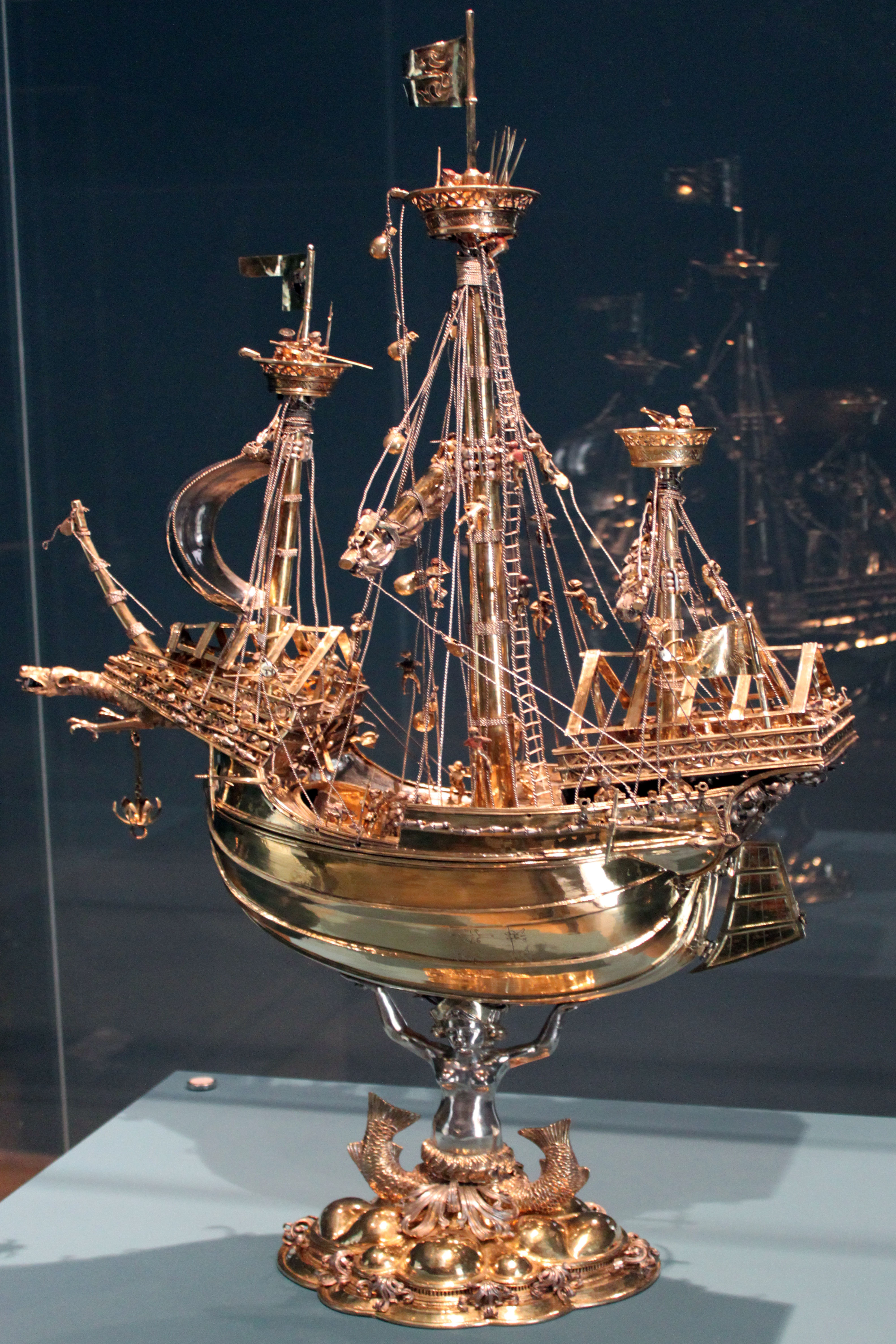
Ourives de Nuremberg, o Navio Schlussenfelder (1503), do Museu Nacional Germânico.

Nuremberg, capital da Francônia, graças ao processamento crescente de metais preciosos e privilégios comerciais, tornou-se, com Colónia e Augsburg, uma das cidades mais ricas e populosas alemães, com uma grande classe de comerciantes educados, que promoveu uma intensa vida cultural e artístico. Precoce e abundante foi a presença de impressão, com uma produção e o florescimento de livros ilustrados, impressos em várias línguas, ele teve rivais apenas na cidade de Basileia.
As bibliotecas patrícias da cidade, ostentava centenas de volumes, muitas vezes relacionados com as ciências humanas. No final do século XV, a cidade foi apresentado como um dos destinos mais cosmopolitas da Europa, em que as estradas se encontram escritores, matemáticos, geógrafos, teólogos, artistas e comerciantes, através de uma rede de vendas que passou de Cracóvia para Lisboa, a partir de Veneza para Lyon.

### Dürer na Itália

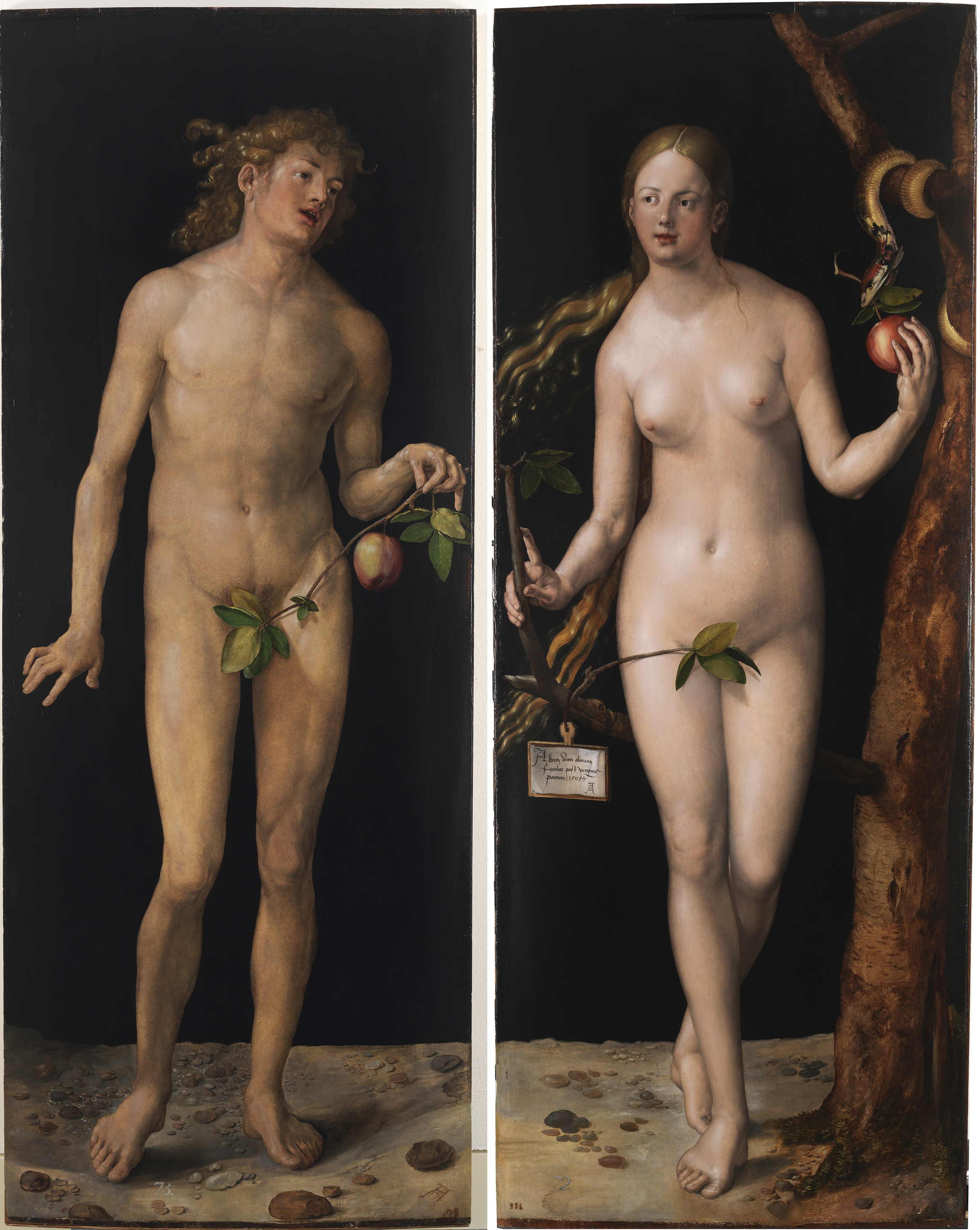
Dürer, Adão e Eva (1507).

No outono de 1494, pouco depois de se casar, aos vinte e três anos Albrecht Dürer, pintor famoso, partiu para a Itália, numa visita de estudos que durou até 1495, atingindo Pádua, Mântua e acima de tudo Veneza. Autor de uma série de aquarelas extraordinárias da paisagem alpina durante a viagem.
De volta a Nurembergue, decidiu ir uma segunda vez a Veneza em 1505 a 1507. Nesta nova viagem que ele tinha adquirido a sua mestria artística, e conseguiu construir um diálogo em pé de igualdade com a arte figurativa da cultura italiana renascentista, agora mais bonita do que nunca. Nesta segunda viagem, provavelmente, ela conheceu Luca Pacioli, que iria introduzir os segredos da perspectiva, e obteve comissões artísticas importantes. Sendo a Festa do Rosário para a igreja veneziana de San Bartolomeo, de grande importância, onde se reuniram os mercadores da Fondaco dei Tedeschi.
O dia após o regresso à Alemanha, dedicou-se a seguir o exemplo de artistas como Leonardo da Vinci, e a elaboração de um tratado, nunca terminado, sobre as proporções do corpo humano, cujo "Summa" figurativa ocorreu na dupla tela de Adão e Eva (1507), os primeiros nus de arte alemães em tamanho.

### Reformae aiconoclastia

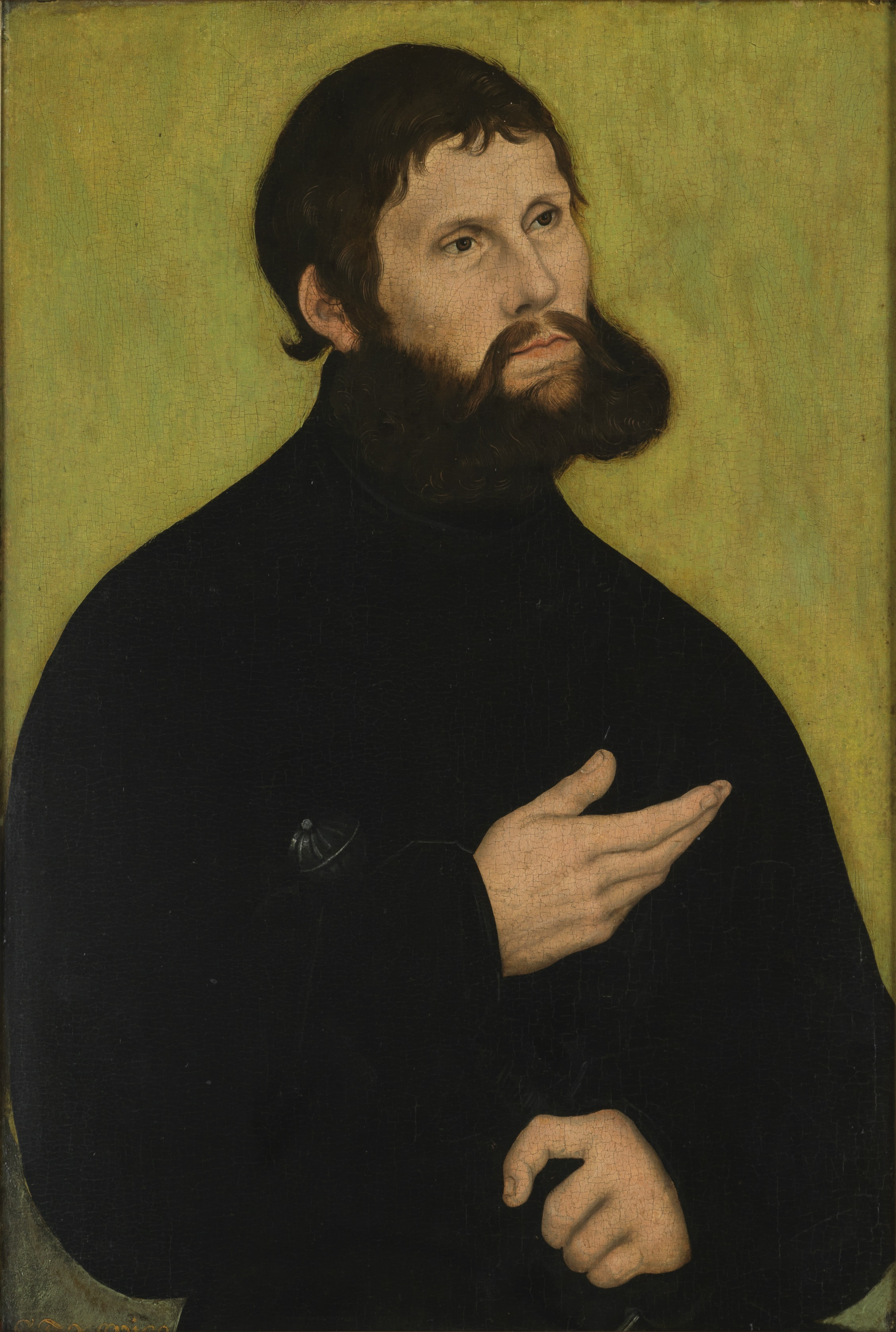
Martinho Lutero. Por Lucas Cranach o Velho, 1522.

Com início no século XVI, a reforma surgiu com os sintomas de insatisfação das formas tradicionais de devoção religiosa, que foram crescendo e se tornando fortes e cada vez mais imposta pela Cúria papal, que além de se manter distante dos fieis demonstrava um ávidos interesse por dinheiro e privilégios.
O cisma ocorreu em 10 de Dezembro de 1520, quando diversas rebeliões começaram a estourar "em todos os lugares" da Alemanha, culminando uma série de guerra dos camponeses, terminando em um verdadeiro banho de sangue.
Os artistas que mostraram simpatia pelos manifestantes foram condenados ao ostracismo ou a perseguição: Grünewald foi demitido pelo Arcebispo da Diocese de Mainz enquanto Tilman Riemenschneider sequer foi torturado ou preso.
A arte alemã sofreu uma parada abrupta especialmente depois de 1528, quando morreram Dürer e Grünewald.
Lutero viu o uso dos ícones desnecessários nas igrejas, mais apesar de rejeitar o culto as imagens ele não as condenou como ocorreu com os radicais da reforma.